# Titan (Bucarest)

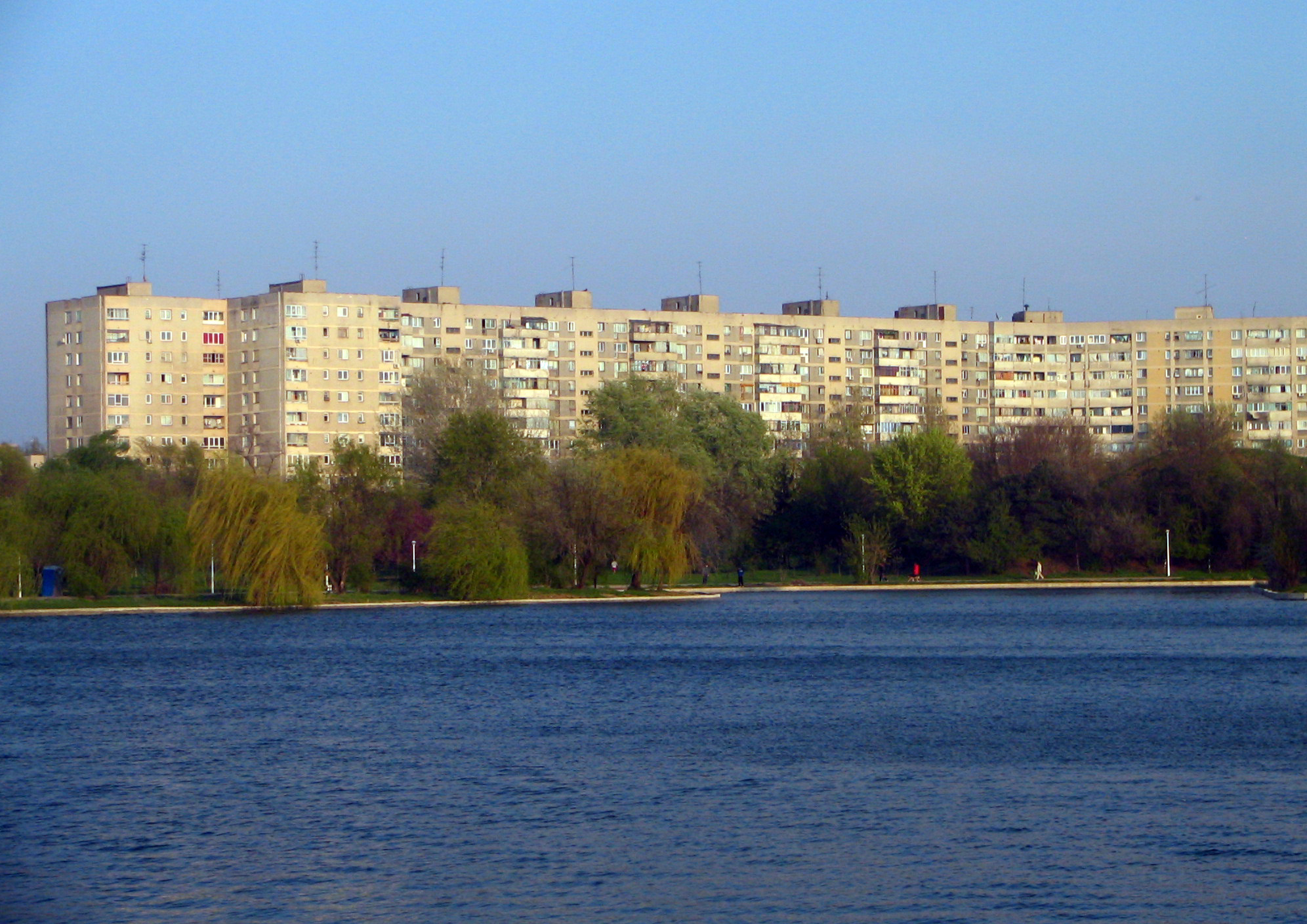
Imagen de los bloques de estilo comunista construidos a lo largo de los años setenta y ochenta en Titan.

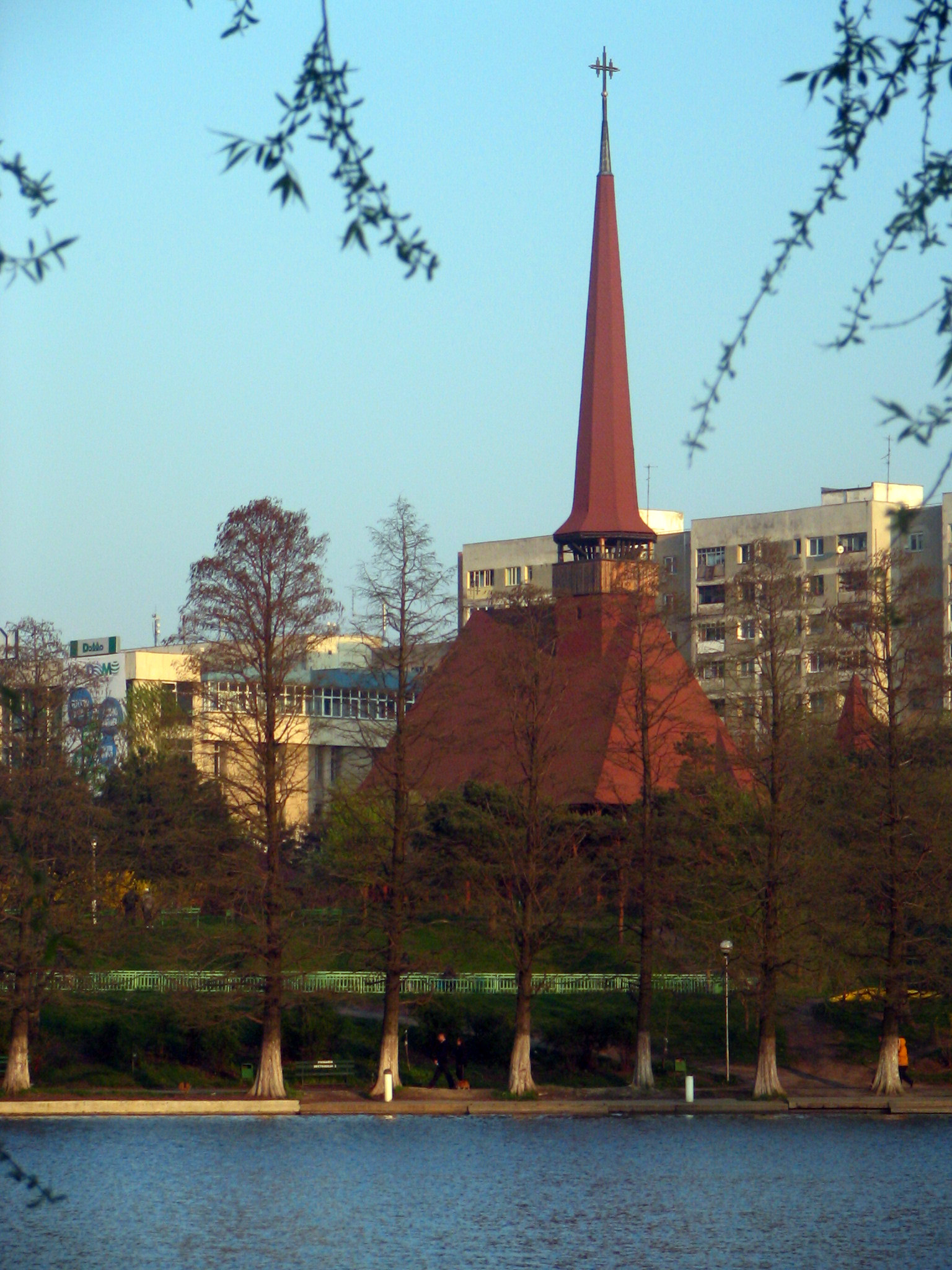
Imagen de la iglesia ortodoxa de Titan (de estilo tradicional) localizada cerca del Lago Titan.

Titan es uno de los barrios del Sector 3 de Bucarest, Rumanía. Se sitúa en la zona este de la capital rumana y se encuentra rodeado por el parque del Titan. Antiguamente la zona era conocida como Balta Albă (Charca Blanca), puesto que a principios del siglo XX una buena parte de la extensión del actual barrio era una pequeña depresión que a menudo se llenaba de agua. Esta depresión se drenó y se cubrió de cal viva, hecho por el cual la zona recibió el nombre de Charca Blanca. No obstante, no se ha de confundir la denominación antigua del barrio de Titan con la barriada vecina de Balta Albă.
El barrio se desarrolló espectacularmente a finales de los años setenta con la construcción de grandes bloques de estilo comunista, donde se realojaban a los desahuciados por las demoliciones de barrios enteros para construir barrios nuevos como el de Centru Civic o para la construcción de la Casa Poporului. La organización urbanística es como la del resto de los barrios de Bucarest: grandes avenidas que sirven como ejes viarios y toda una serie de caóticas callejuelas que comunican los bloques con las principales vías de comunicación. Los bulevares principales que pasan por Titan son el de Nicolae Grigorescu, el de Camil Ressu y de Theodor Pallady. Este último es un tramo de la autopista A2 (Autostrada Soarelui, "Autopista del Sol") que comunica Bucarest con Constanţa. El barrio está comunicado con el resto de Bucarest por metro, por varias líneas de tranvía, trolebús, autobús y también por taxi. Las dos estaciones de metro que se sitúan en el barrio son las de Nicolae Grigorescu y Titan.
En el barrio de Titan se hallan importantes centros comerciales (conocidos en Bucarest como Mall) y el complejo de cines Gloria (situado en la intersección entre los bulevares Baba Nova y Nicolae Grigorescu. El lago Titan se construyó en la segunda mitad del siglo XX en una pequeña depresión del terreno, y dentro del mismo hay cinco pequeños islotes. Las barriadas que limitan con Titan son Dristor, Vitan, Dudeşti, Pantelimon y Balta Albă. Al extremo norte del barrio se halla el Bulevar Basarabiei y el estadio Lia Manoliu.
- Datos: Q636973
- Multimedia: Titan, Bucharest / Q636973